# Victorialand (Cocteau Twins)
Victorialand is het vierde studioalbum van de Schotse newwaveband Cocteau Twins.

## Achtergrond
Het album werd uitgebracht op 14 april 1986 op het 4AD-label.
Het album bereikte de 10e plaats in de UK Albums Chart.,
De albumtitel refereert naar Victorialand, een gebied in Antarctica. Zangeres Elizabeth Fraser en gitarist Robin Guthrie maakten samen dit album zonder bassist Simon Raymonde. Richard Thomas van de band Dif Juz begeleidt het duo op sopraansaxofoon op Lazy Calm en hij speelt tabla op Feet-like Fins. Het album is bijna volledig akoestisch, drums en basgitaar zijn vrijwel afwezig. Prominent aanwezig op ieder nummer is de sopraanzang van Fraser. Zij zingt geen tekst maar gebruikt haar stem als instrument. De muziek is melodieus en heeft een serene en melancholische sfeer. Er wordt een breed expansief geluid gecreëerd dat grenst aan ambient.
De oorspronkelijke vinyluitgave uit 1986 verscheen op een 45-toeren 12"-schijf. 
Het album kreeg lovende kritieken en wordt door velen beschouwd als een hoogtepunt in het oeuvre van Cocteau Twins.

## Groepsleden
- Elizabeth Fraser - zang
- Robin Guthrie - gitaar

met
- Richard Thomas - saxofoon, tabla

## Productie
- Vaughan Oliver (23 Envelope) - hoesontwerp
- Cocteau Twins - productie

## Tracklist
| nummer | titel                                       | duur |
| ------ | ------------------------------------------- | ---- |
| 1      | Lazy Calm                                   | 6:36 |
| 2      | Fluffy Tufts                                | 3:07 |
| 3      | Throughout the Dark Months of April and May | 3:05 |
| 4      | Whales Tails                                | 3:18 |
| 5      | Oomingmak                                   | 2:43 |
| 6      | Little Spacey                               | 3:28 |
| 7      | Feet-Like Fins                              | 3:27 |
| 8      | How to Bring a Blush to the Snow            | 3:52 |
| 9      | The Thinner the Air                         | 3:16 |